# مثبط الرفع (طيران)

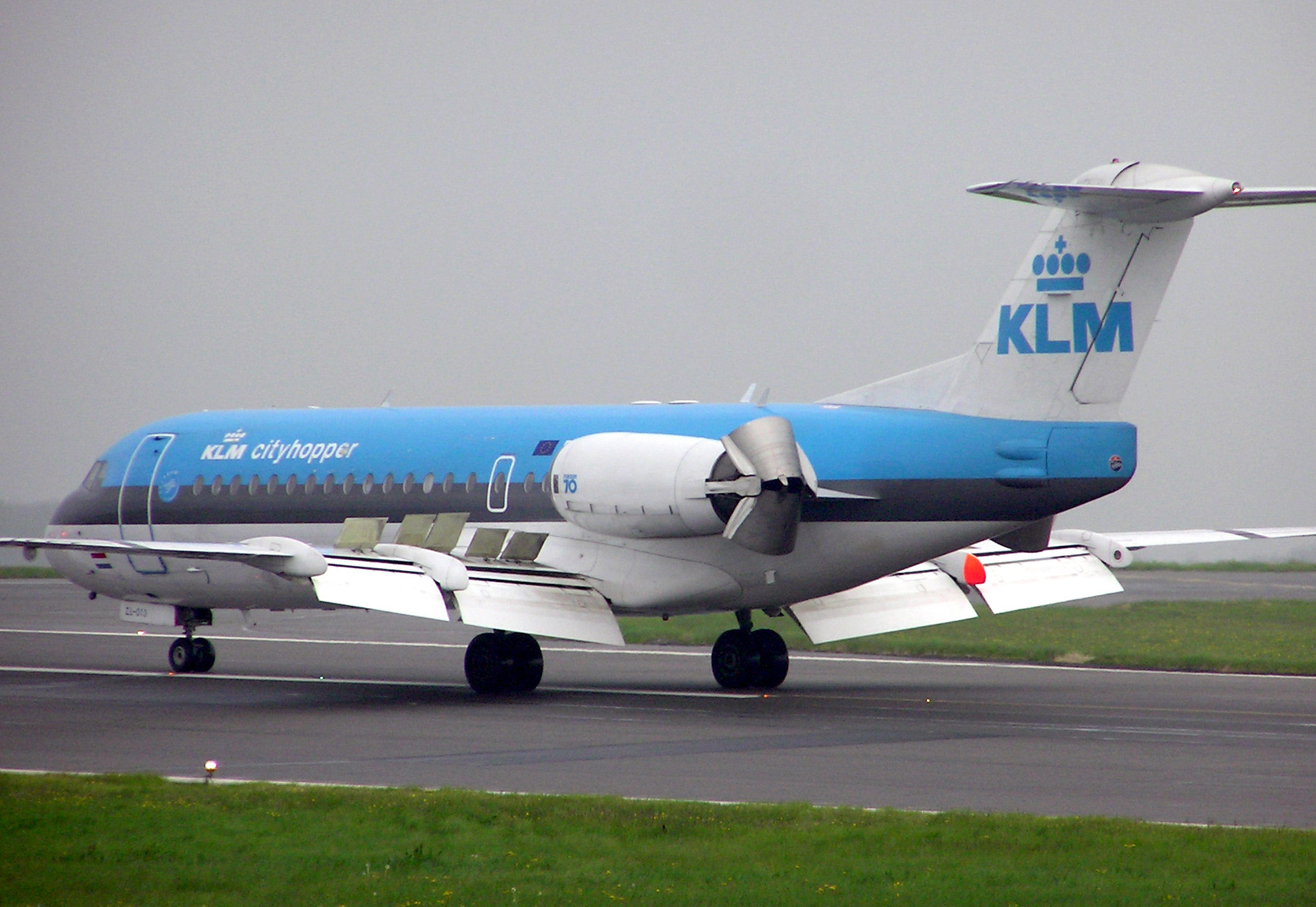
طائرة فوكر 70 التابعة لخطوط كي إل إم حيث تظهر أسطح التحكم: القلاب flap ومثبطات الرفع Spoilers ولونها كريمي وعددها خمس لكل جهة.

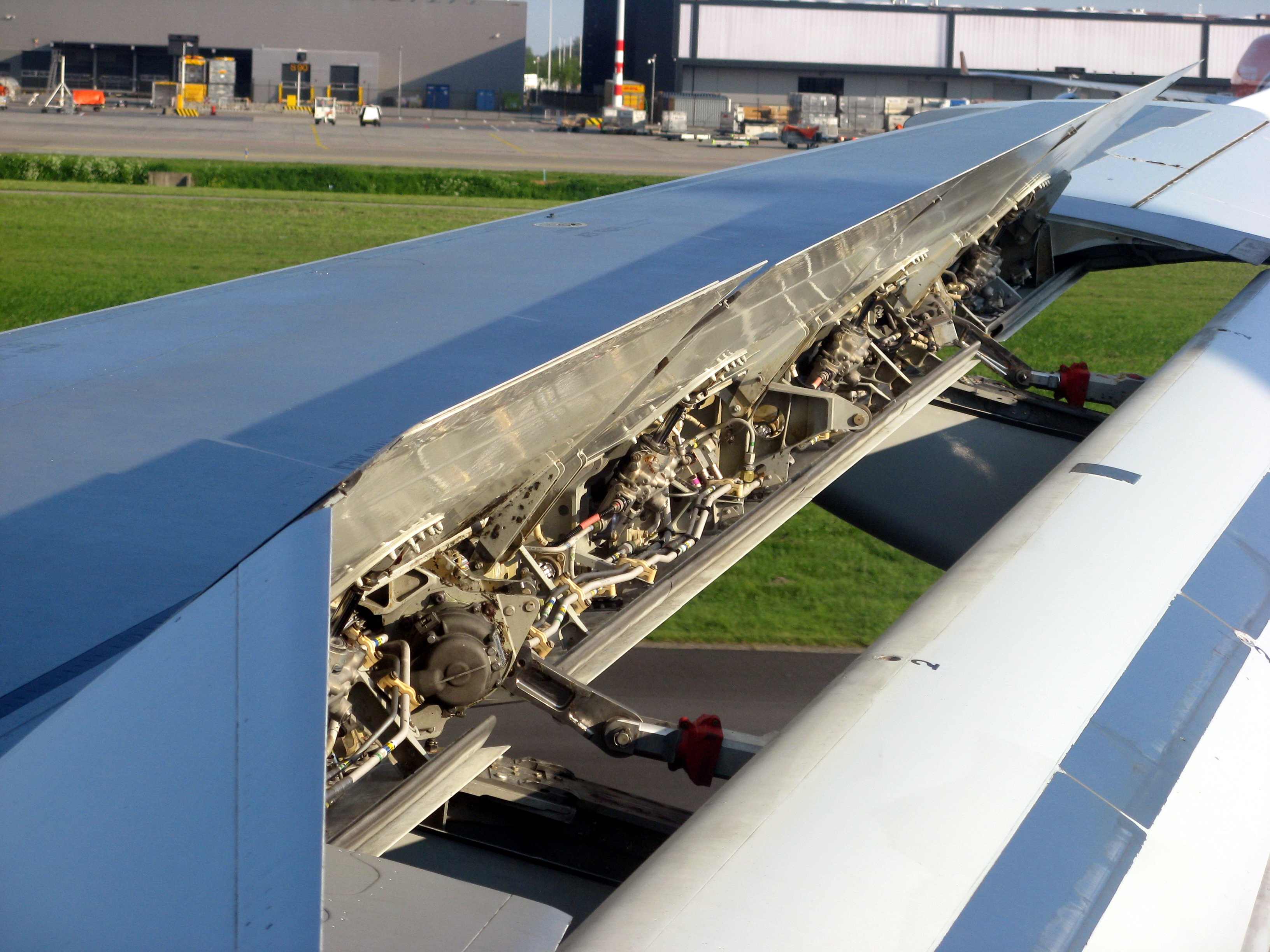
صورة قريبة للمكونات الداخلية لمثبط الرفع خلال هبوط طائرة ايرباص A320

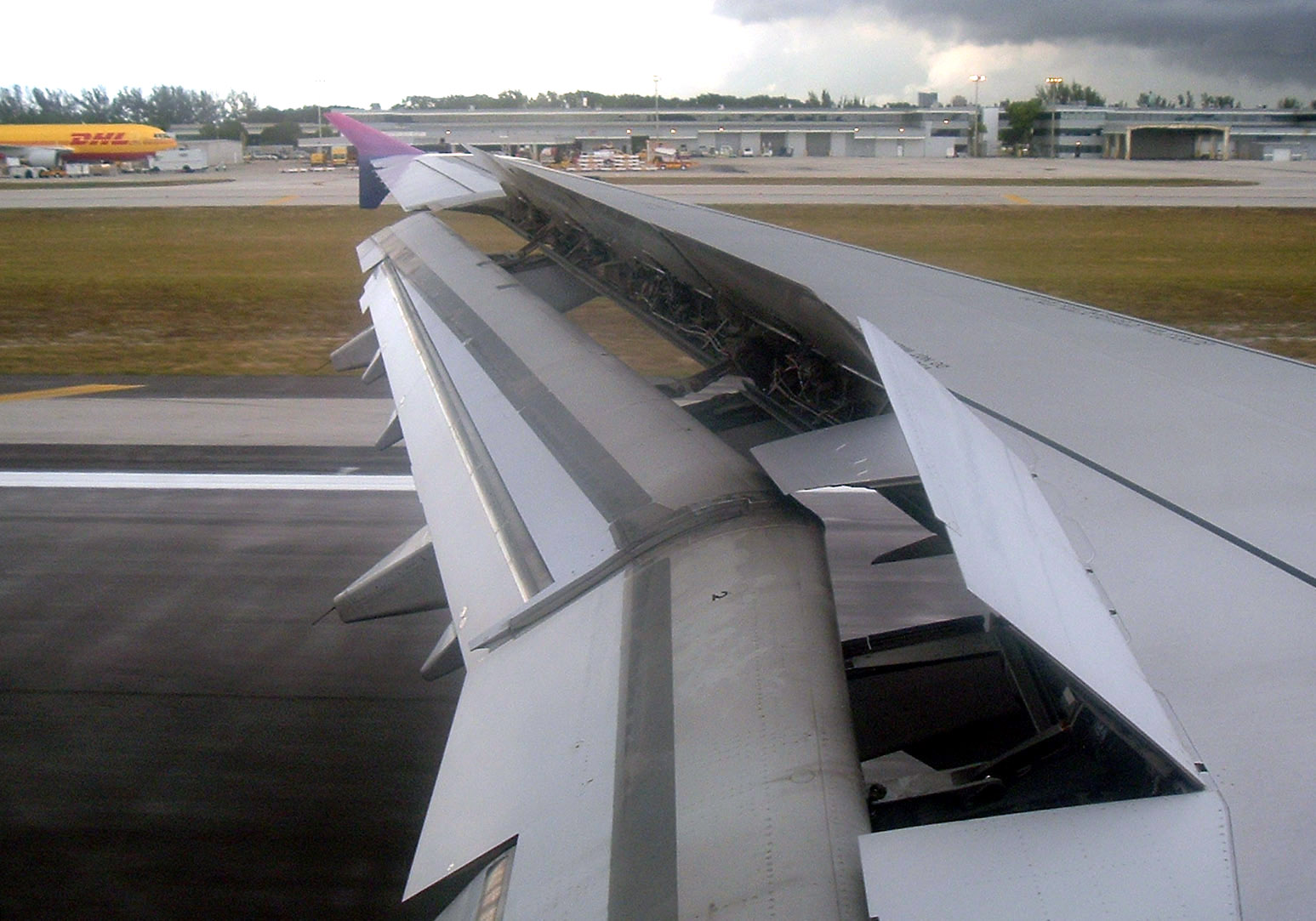
صورة قريبة لمثبط الرفع (الجزء الذي يرتفع من الجناح) خلال هبوط طائرة ايرباص A320

مثبط الرفع (بالإنجليزية: Spoiler)‏ أو (lift dumper) في عرف الملاحة الجوية، هو أداة تعمل على تقليل قوة الرفع في الطائرة. وهي عبارة عن صفائح معدنية تثبت بالجزء العلوي من سطح الجناح وتتمدد إلى الأعلى خلال تيار الهواء وتعمل على خلخلته. وخلال هذا العمل، فإن المثبط ينشأ انهيار متحكم خلال تلك القطعة وبخلفها، مسببا بفقدان كبير للرفع عند ذلك الجزء من الجناح. وهي تتميز عن الفرملة الجوية (airbrakes)، فالفرامل الجوية تعمل على زيادة المقاومة الأيروديناميكية لتقليل السرعة دون حدوث تغيير كبير بالرفع، بينما المثبطات تعمل على تقليل الرفع بشكل قوي مع زيادة طفيفة بالمقاومة.
وتستخدم الطائرات الشراعية مثبط الرفع للتحكم في معدل الانحدار (rate of descent) وبه يمكن الحصول على هبوط متحكم إلى النقطة المطلوبة. ويمكن زيادة معدل الانحدار بإنزال مقدمة الطائرة، وإن كانت تلك الطريقة تزيد من سرعة الهبوط. ولكن عمل المثبطات يمكن من الوصول إلى الأرض والهبوط بسرعة آمنة.
يستخدم مثبط الرفع بالطائرات التجارية عندما تنحدر من ارتفاع التطواف (cruise altitudes) فتساعدها بالانحدار إلى ارتفاع أقل دون أي زيادة بالسرعة. ولكن استخدام تلك الطريقة محدود جدا، لأن اضطراب تيار الهواء الذي ينشأ خلفها سيسبب بزيادة ملحوظة في الضوضاء والاهتزازات، مما يسبب بقلق وعدم الراحة لركاب تلك الطائرة، وهذا مالاتريده شركات الطيران. ويفضل استخدام تلك المثبطات للحصول على تحكم الالتفاف. ففي عملية الهبوط فإن مثبطات الرفع تستخدم دائما للرفع الكامل للمساعدة في تقليل سرعة الطائرة. فزيادة في المقاومة الشكل (form drag) الناشئة من المثبط تسبب بزيادة في تأثير الكوابح. ولكن التأثير الحقيقي لمثبطات الرفع هو التقليل بشكل مضطرد للرفع وبالتالي فإن وزن الطائرة ينتقل من الجناح إلى عجلات الهبوط، مما يسمح للإطارات بالفرملة الميكانيكية مع أقل مايمكن من الانزلاق. ويمكن استخدام عاكس الدفع للمساعدة بتقليل سرعة الطائرة عند الهبوط وبعد لمس الأرض.